# Цукікава-Мару
Цукікава-Мару (Tsukikawa Maru) — транспортне судно, яке під час Другої світової війни брало участь у операціях японських збройних сил на Тихому океані.
Судно спорудили в 1942 році на верфі Kawasaki Heavy Industries у Кобе для компанії Kawasaki Kisen Kaisha.
У листопаді 1942-го судно реквізували для потреб Імперської армії Японії. 14 грудня 1942-го — 3 січня 1943-го воно в конвої «I» операції «Військові перевезення № 8» пройшло з японського порту Саєкі до Рабаулу — головної передової бази у архіпелазі Бісмарка, з якої провадились японські операції на Соломонових островах та сході Нової Гвінеї.
Відомо, що влітку — восени 1943-го судно побувало в Кап-Сен-Жак (наразі Вунгтау, центральна частина узбережжя В'єтнаму), Сінгапурі, Мако (військово-морська база на Пескадорських островах в південній частині Тайванської протоки), Моджі (головний японський порт для конвоїв до Південно-Східної Азії), Такао (наразі Гаосюн на Тайвані), Манілі.
28 грудня 1943-го – 4 січня 1944-го «Цукікава-Мару» прослідувало з Маніли до затоки Кау на острові Хальмахера (північна частина Молуккського архіпелагу) в конвої H-11. 30 січня – 5 лютого судно повернулось в конвої у Манілу, звідки здійснило ще один рейс до затоки Кау 17 — 23 лютого 1944-го в конвої H-18. 
7 березня 1944-го судно вийшло з острова Хальмахера в конвої на Амбон (південна частини Молуккського архіпелагу відповідно). Вранці 10 березня біля південного завершення острова Хальмахера американський підводний човен USS Bowfin випустив по конвою шість торпед, чотири з яких вибухнули передчасно, а одна поцілила «Цукікава-Мару». Надалі субмарина провела другу торпедну атаку, а «Цукікава-Мару» дістало друге влучання. Пошкоджений транспорт узяло на буксир судно «Асака-Мару», проте під час буксирування на «Цукікава-Мару» почалось активне надходження води у трюм. Враховуючи загрозу загибелі судна, організували переміщення персоналу з пошкодженого транспорту на «Асака-Мару». В процесі цієї операції «Цукікава-Мару» було ще раз атаковане USS Bowfin та уражене трьома торпедами. Транспорт затонув, разом з ним загинули 2 члени екіпажу та 4 військовослужбовці.